# Chaenorhinum foroughii
Chaenorhinum foroughii är en grobladsväxtart som beskrevs av F. Speta. Chaenorhinum foroughii ingår i släktet småsporrar, och familjen grobladsväxter. Inga underarter finns listade i Catalogue of Life.